# Keitaro Iyori
Keitaro Iyori (japanisch 伊従 啓太郎 Iyori Keitaro; * 2. Juli 1999 in Kawasaki, Präfektur Kanagawa) ist ein japanischer Fußballspieler.

## Karriere
Keitaro Iyori erlernte das Fußballspielen in der Jugendmannschaft des Erstligisten Kawasaki Frontale sowie in der Universitätsmannschaft der Sendai University. Seinen ersten Vertrag unterschrieb er am 1. Februar 2022 bei Kamatamare Sanuki. Der Verein aus Takamatsu, einer Stadt in der Präfektur Kagawa, spielte in der dritten japanischen Liga. Sein Drittligadebüt gab Keitaro Iyori am 20. März 2022 (2. Spieltag) im Heimspiel gegen Gainare Tottori. Hier stand er in der Startelf und wurde in der 90.+3 Minute gegen Naoya Matsumoto ausgewechselt. Sanuki gewann das Spiel 4:1.